# Seznam nejvyšších budov na Tchaj-wanu

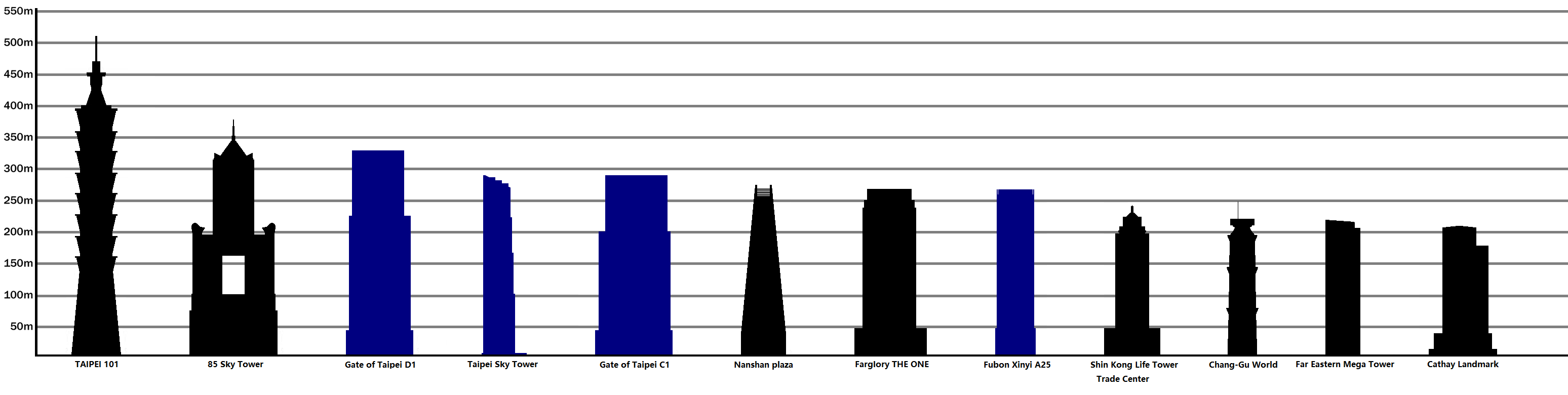
Nejvyšší budovy na Tchaj-wanu. Budovy v modré barvě označují, že jsou v současné době ve výstavbě.

Toto je seznam nejvyšších budov na Tchaj-wanu platný k roku 2022. 

## Základní informace
Nejvyšší budovou Tchaj-wanu je Taipei 101, která se nachází v hlavním městě Tchaj-pej. Jméno Taipei 101 odkazuje na 101 pater budovy. Dostavěna byla v roce 2004 a až do roku 2010 se mohla pyšnit titulem nejvyšší budovy světa. Obyvatelé Tchaj-peje označují mrakodrap za vůbec nejstabilnější budovu ve městě, a pokud by přišlo nějaké obzvlášť apokalyptické zemětřesení, prý by šel tenhle mrakodrap k zemi jako poslední.
Před Taipei 101 byla nejvyšší budovou ostrova od roku 1997 do roku 2004 Tuntex Sky Tower, která dosahuje výšky 347,5 metrů. 

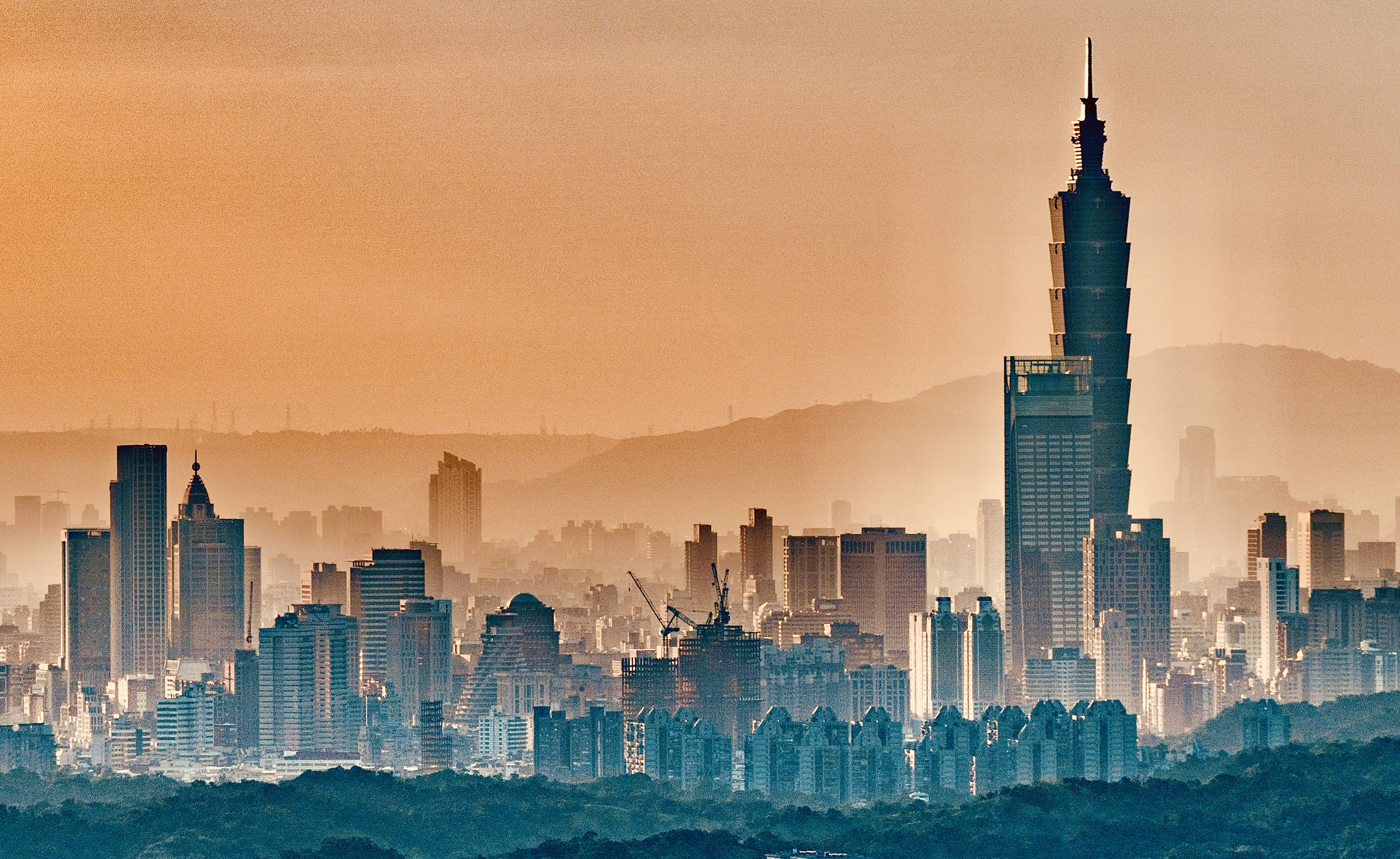
Pohled na Tchaj-pej hlavní město Tchaj-wanu.

## Seznam budov
| Pořadí | Název                                       | Obrázek | Město          | Výška [m] | Podlaží | Rok dokončení |
| ------ | ------------------------------------------- | ------- | -------------- | --------- | ------- | ------------- |
| 1.     | Taipei 101                                  |         | Tchaj-pej      | 509,2     | 101     | 2004          |
| 2.     | Tuntex Sky Tower                            |         | Kao-siung      | 347,5     | 85      | 1997          |
| 3.     | Taipei Nan Shan Plaza                       |         | Tchaj-pej      | 272       | 48      | 2018          |
| 4.     | Farglory THE ONE                            |         | Kao-siung      | 266,6     | 70      | 2019          |
| 5.     | Fubon Xinyi A25                             |         | Tchaj-pej      | 266,3     | 56      | 2021          |
| 6.     | Shin Kong Life Tower                        |         | Tchaj-pej      | 244,8     | 51      | 1993          |
| 7.     | Chang-Gu World Trade Center                 |         | Kao-siung      | 221,6     | 50      | 1992          |
| 8.     | Far Eastern Mega Tower                      |         | Nová Tchaj-pej | 220,6     | 50      | 2013          |
| 9.     | Cathay Landmark                             |         | Tchaj-pej      | 212       | 46      | 2015          |
| 10.    | Farglory Financial Center                   |         | Tchaj-pej      | 208       | 32      | 2012          |
| 11.    | The Landmark (Taichung)                     |         | Tchaj-čung     | 192       | 39      | 2018          |
| 12.    | Neo Sky Dome Tower B                        |         | Nová Tchaj-pej | 188       | 46      | 2010          |
| 13.    | Han-Lai New World Center                    |         | Kao-siung      | 186       | 42      | 1995          |
| 14.    | Farglory 95rich                             |         | Nová Tchaj-pej | 184       | 42      | 2017          |
| 15.    | Chicony Electronics Headquarters            |         | Nová Tchaj-pej | 181       | 39      | 2015          |
| 16.    | HongWell i-Tower                            |         | Nová Tchaj-pej | 180,6     | 39      | 2021          |
| 17.    | Panhsin Twin Towers 1                       |         | Nová Tchaj-pej | 180       | 34      | 2009          |
| 18.    | Le Meridien Taichung                        |         | Tchaj-čung     | 178       | 27      | 1998          |
| 19.    | Neo Sky Dome Tower C                        |         | Nová Tchaj-pej | 178       | 43      | 2010          |
| 20.    | Neo Sky Dome Tower D                        |         | Nová Tchaj-pej | 178       | 43      | 2010          |
| 21.    | Shr-Hwa International Tower                 |         | Tchaj-čung     | 176,7     | 47      | 2004          |
| 22.    | Plato Palace                                |         | Tchaj-čung     | 172       | 43      | 2021          |
| 23.    | Guo-Yan Building BC                         |         | Kao-siung      | 171       | 41      | 2013          |
| 24.    | Asia-Pacific Financial Plaza                |         | Kao-siung      | 169,8     | 42      | 1992          |
| 25.    | Global Strategy Center                      |         | Tchaj-čung     | 169,5     | 38      | 2015          |
| 26.    | National Trade Center                       |         | Tchaj-čung     | 165,7     | 35      | 2018          |
| 27.    | Taichung Condominium Tower                  |         | Tchaj-čung     | 165,3     | 41      | 2019          |
| 28.    | Oriental Crown                              |         | Tchaj-čung     | 165,2     | 38      | 2015          |
| 29.    | Far Eastern Plaza Tower 1                   |         | Tchaj-pej      | 164,7     | 41      | 1994          |
| 30.    | Far Eastern Plaza Tower 2                   |         | Tchaj-pej      | 164,7     | 41      | 1994          |
| 31.    | Kuo Cheng 2020                              |         | Kao-siung      | 163       | 41      | 2021          |
| 32.    | Treasure Garden                             |         | Tchaj-čung     | 161,5     | 39      | 2017          |
| 33.    | City Center Plaza                           |         | Tchaj-čung     | 161,3     | 38      | 2011          |
| 34.    | Pao Huei Solitaire Tower A                  |         | Tchaj-čung     | 161       | 41      | 2015          |
| 35.    | Pao Huei Solitaire Tower B                  |         | Tchaj-čung     | 161       | 41      | 2015          |
| 36.    | Sunland 41 Tower A                          |         | Nová Tchaj-pej | 160,8     | 41      | 2020          |
| 37.    | Sunland 41 Tower B                          |         | Nová Tchaj-pej | 160,8     | 41      | 2020          |
| 38.    | The Crystal Plaza                           |         | Nová Tchaj-pej | 160,6     | 41      | 2013          |
| 39.    | Han-Hsien International Hotel               |         | Kao-siung      | 160,3     | 42      | 1994          |
| 40.    | Yihwa International Complex Tower A         |         | Tchaj-pej      | 160       | 45      | 2014          |
| 41.    | Yihwa International Complex Tower B         |         | Tchaj-pej      | 160       | 45      | 2014          |
| 42.    | Farglory U-Town                             |         | Nová Tchaj-pej | 160       | 37      | 2014          |
| 43.    | Farglory U-Town                             |         | Nová Tchaj-pej | 160       | 37      | 2014          |
| 44.    | Ding Sheng BHW Taiwan Central Plaza         |         | Tchaj-čung     | 159       | 36      | 2014          |
| 45.    | Royal Landmark Tower                        |         | Tchaj-čung     | 158,8     | 39      | 2011          |
| 46.    | Savoy Palace                                |         | Tchaj-čung     | 157       | 39      | 2017          |
| 47.    | Huaku Sky Garden                            |         | Tchaj-pej      | 156,7     | 38      | 2016          |
| 48.    | Kaohsiung Marriott Hotel                    |         | Kao-siung      | 156       | 31      | 2019          |
| 49.    | Neo Sky Dome Tower A                        |         | Nová Tchaj-pej | 155,8     | 40      | 2010          |
| 50.    | Fubon Sky Tree                              |         | Tchaj-čung     | 155,3     | 39      | 2016          |
| 51.    | Hua Nan Bank Headquarters                   |         | Tchaj-pej      | 154,5     | 27      | 2014          |
| 52.    | Uni-President International Tower           |         | Tchaj-pej      | 154       | 37      | 2003          |
| 53.    | Kingtown King Park                          |         | Kao-siung      | 154       | 36      | 2015          |
| 54.    | ChungYuet Royal Landmark A                  |         | Tchao-jüan     | 153,3     | 38      | 2012          |
| 55.    | ChungYuet Royal Landmark B                  |         | Tchao-jüan     | 153,3     | 38      | 2012          |
| 56.    | ChungYuet Royal Landmark C                  |         | Tchao-jüan     | 153,3     | 38      | 2012          |
| 57.    | Tuntex Highrise Building                    |         | Nová Tchaj-pej | 153       | 41      | 1998          |
| 58.    | Shangri-La's Far Eastern Plaza Hotel Tainan |         | Tchaj-nan      | 152       | 38      | 1993          |
| 59.    | Farglory U-Town                             |         | Nová Tchaj-pej | 151,8     | 35      | 2014          |
| 60.    | Farglory U-Town                             |         | Nová Tchaj-pej | 151,8     | 35      | 2014          |
| 61.    | Kee Tai Zhongxiao                           |         | Tchaj-pej      | 151,5     | 37      | 2019          |
| 62.    | Fountain Palace                             |         | Tchaj-čung     | 151       | 39      | 2010          |
| 63.    | Taipei City Hall Bus Station                |         | Tchaj-pej      | 151       | 31      | 2011          |
| 64.    | ChungYuet World Center                      |         | Tchao-jüan     | 150,1     | 32      | 2012          |
| 65.    | Yihwa International Complex Tower C         |         | Tchaj-pej      | 150       | 42      | 2014          |
| 66.    | Blue Ocean                                  |         | Nová Tchaj-pej | 150       | 38      | 2010          |
| 67.    | Highwealth - City of Leadership A           |         | Kao-siung      | 150       | 38      | 2016          |
| 68.    | Highwealth - City of Leadership B           |         | Kao-siung      | 150       | 38      | 2016          |